# Mihiro Taniguchi
Mihiro Taniguchi (en japonés: 谷口 みひろ; romanizado: Taniguchi Mihiro) (Prefectura de Niigata, 19 de mayo de 1982) es una actriz, AV Idol, gravure idol, tarento y escritora japonesa.

## Vida y carrera
Mihiro nació en la prefectura de Niigata en mayo de 1982. Comenzó una carrera como modelo erótica de temática softcore en mayo de 2001 cuando se lanzó su video Dream, al que le siguió un fotolibro de nombre similar en agosto de 2002. Apareció en otros videos y fotolibros de modelaje de desnudos durante un año y medio desde esa fecha. Mihiro también actuó en varias producciones softcore de V-Cinema durante este tiempo, incluyendo la comedia de 2003 Heisei Sekuhara Bushidou, dirigida por Naoyuki Tomomatsu, o Chakuero no onna Karina (2004), de Koji Kawano. También apareció como cantante en un maxisingle de j-pop titulado Sunflower para Dream Robot en octubre de 2004.

### Debut audiovisual, Alice Japan y MAX-A
Mihiro hizo su transición de modelo de desnudos a actriz audiovisual (AV) en enero de 2005, cuando Alice Japan lanzó su primer video para adultos, Little Angel. Un mes después, hizo su primer video para el estudio MAX-A, Super Star. Durante los siguientes dos años y medio hasta mediados de 2007, Mihiro alternó mensualmente las producciones entre Alice Japan y MAX-A. Al mismo tiempo, Mihiro también apareció en la televisión en el dorama de TV Asahi Tokumei Kakarichō Tadano Hitoshi.
Comenzó 2006 con un papel regular en la comedia romántica de TV Tokyo 2nd House, que se desarrolló en 12 episodios de enero a marzo de 2006. En abril de 2006, fue una de las los protagonistas de la película de terror de V-Cinema, Zombie Self-Defense Force, dirigida por el director de cine pinky violence y de terror Naoyuki Tomomatsu. A lo largo de 2006, continuó apareciendo en videos mensuales para adultos para MAX-A y Alice Japan.
En otro género, Mihiro fue la estrella del lanzamiento de V-Cinema de noviembre de 2006 Yo-Yo Sexy Girl Cop, una parodia erótica de la película inspirada en manga Yo-Yo Girl Cop, donde interpretaba a una agente del gobierno encubierta adolescente armada con un yo-yo de acero y bragas transparentes. Un crítico comentó que la de Mihiro fue "la única actuación notable". El DVD se lanzó en los Estados Unidos con subtítulos en inglés en noviembre de 2008.
Mihiro continuó su carrera como cantante con un grupo de idols, el "Man-zoku デ ィ ー バ Divas" que originalmente estaba formado por Mihiro, Akiho Yoshizawa y Naho Ozawa. Más tarde, Ozawa dejó el grupo, que finalmente se expandió a cinco cantantes.
Los últimos videos de Mihiro para los estudios MAX-A y Alice Japan fueron lanzados en la primera mitad de 2007. Regresó al trabajo televisivo en 2007 como miembro regular del elenco en el dorama de suspenso de TV Asahi Tissue, emitido entre abril-junio de 2007, así como en el drama erótico Shinjuku Swan, también emitida por TV Asahi en agosto de 2007.

### Maxing y S1
Desde julio de 2007, Mihiro comenzó a grabar videos con dos nuevos estudios: Maxing y S1 No. 1 Style. Mantuvo su patrón anterior de hacer una película por mes, alternando entre las dos compañías. En los premios Vegas Night Moodyz de 2007 Mihiro se llevó el segundo premio a la Mejor actriz. Su video debut para S1, Hyper-Risky Mosaic Mihiro, dirigido por Hideto Aki, ganó el premio al Mejor título.
En el ámbito del cine convencional, interpretó a Lin, la dueña de una tienda de albóndigas con un "ingrediente secreto", en la comedia erótica de terror de V-Cinema de 2008 del director Kōji Kawano, Cruel Restaurant. Anteriormente había trabajado con Kawano en el video de 2004 Chakuero no onna Karina. Junto con otras actrices de S1 como Sora Aoi, Yuma Asami y Rio, Mihiro era uno de los miembros habituales del elenco que cantaba canciones y comedia en el programa de variedades nocturno de TV Osaka Please Muscat, que comenzó a transmitirse en abril de 2008. También ha realizado varios sketches de televisión con el comediante japonés Ken Shimura.
En 2009, Mihiro continuó su carrera AV con S1 y Maxing, pero también apareció en papeles en películas teatrales, la primera en marzo, en el drama SR: Saitama's Rapper. La película, dirigida por Yū Irie, seguía a un grupo de aspirantes a cantantes de rap en la prefectura de Saitama en Tokio. La película fue galardonada con el Gran Premio en la 19.ª edición del Festival Internacional de Cine Fantástico de Yubari en 2009. En junio de ese año participó en Ju-on Shiroi Roujo y Ju-on Kuroi shoujo, escritas por Takashi Shimizu, dupla cinematográfica realizada con motivo del décimo aniversario de la saga de terror japonesa Ju-on.

### Autobiografía y retiro
Mihiro publicó una memoria autobiográfica titulada Nude, donde detallaba sus primeros años y su entrada en el mundo audiovisual. El libro fue editado por Kodansha y lanzado al mercado el 19 de mayo de 2009. Su libro es uno de los trabajos autobiográficos de actrices sobre la industria audiovisual que se remontan a la novela Platonic Sex de Ai Iijima, así como otros trabajos destacados, a las biografías de Saori Hara, My Real Name Is Mai Kato: Why I Became an AV Actress, o la de Honoka, Biography of Honoka: Mama, I Love You, de enero de 2010, que el periodista de medios para adultos Rio Yasuda consideró que marcó tendencia en la que la industria audiovisual al mostrar que ésta había perdido su estigma y está siendo asimilada a la cultura popular japonesa.
También en 2009, viajó a Corea del Sur para promover la serie de televisión dramática Korean Classroom, una producción conjunta coreano-japonesa que se emitió en la televisión coreana en mayo de 2009. La serie, que también protagonizaron las idols Sora Aoi y Rio (Tina Yuzuki), trataba sobre tres chicas japonesas que viajaban a Corea y se enamoraban de algunos hombres locales.
En 2010, además de su agenda de videos para adultos para S1 y Maxing, protagonizó la comedia de bajo presupuesto Running on Empty, lanzada en febrero y dirigida por Dai Sakō. En mayo de 2010, se anunció que la obra autobiográfica de Mihiro se convertiría en una película protagonizada por Naoko Watanabe y dirigida por Yuichi Onuma. La película, que comenzó a rodarse en mayo, se estrenó el 10 de septiembre de 2010.
A principios de 2010, Mihiro había anunciado su retiro como actriz AV, siendo sus dos últimos videos Mihiro Channel para Maxing y su trabajo de retiro, Mihiro Final - Special Technique, trabajo de dos discos lanzado el 19 de junio de 2010 por S1. En 2012, el principal distribuidor japonés de videos para adultos, DMM, llevó a cabo una encuesta entre sus clientes para elegir a las 100 mejores actrices audiovisuales de todos los tiempos para celebrar el 30 aniversario de los videos para adultos en Japón. Mihiro terminó en el puesto 83 en la votación.

### Últimos años
En 2013, Mihiro protagonizó la comedia de Tōhō Goddotan kiss patience Championship - The Movie, una adaptación cinematográfica del popular programa de variedades de TV Tokyo. Mihiro interpretó el papel de Yurufuwa-chan en Arasa-chan Uncensored, la comedia de TV Tokyo sobre un grupo de mujeres de treinta años protagonizada por la ídolo del huecograbado Mitsu Dan, que se emitió entre julio y octubre de 2014. En 2017 entró en el grupo musical de idols Ebisu Muscats.